# Rhododendron 'H. C. Dresselhuys'
'H. C. Dresselhuys' er en rododendronbusk, som er en hybrid mellem Rhododendron 'Atrosanguineum' og Rhododendron 'Doncaster'. Sorten kendes på de purpurrøde blomster.

## Beskrivelse
Planten er en kraftigt voksende busk med en opret og bred, skærmformet vækst. Bladene er stedsegrønne, bredt elliptiske og store. Oversiden er friskgrøn, mens undersiden er mat lysegrøn. 
Blomstringen sker fra slutningen af maj til lidt ind i juni, hvor busken bærer stande med op til 21 mellemstore, purpurrøde blomster, der hver har en brunlig svælgtegning. Frugterne er tørre, opsprækkende kapsler.
Rodnettet er meget tæt forgrenet med filtede finrødder. Planten er afhængig af at få etableret en symbiose med mykorrhiza-svampe.
Højde x bredde og årlig tilvækst: 3,00 x 2,00 m (15 x 15 cm/år).

## Anvendelse
Sorten er kun ganske lidt sart over for barfrost. Den kan derfor plantes i ethvert surbundsbed.

## Synonymer
'Dr. H. C. Dresselhuys', 'Dr. HC Dresselhuys' og 'Dr. HC Dresselhuis'